# Ana Jovanović
Ana Jovanović (serbisch-kyrillisch Ана Јовановић; * 28. Dezember 1984 in Belgrad) ist eine ehemalige serbische Tennisspielerin.

## Karriere
Sie begann ihre Profikarriere im Jahr 2001 und konnte bis 2011 neun ITF-Turniere im Einzel und eines im Doppel gewinnen.
Von 2005 bis 2011 war sie Mitglied des serbischen Fed-Cup-Teams. Insgesamt konnte sie drei ihrer neun Fed-Cup-Partien gewinnen.
Im Oktober 2011 bestritt Jovanović ihr letztes Profimatch bei einem ITF-Turnier in Serbien, seit 2012 wird sie in den Weltranglisten nicht mehr geführt.
Seit 2010 spielt sie in der Damen-Regionalliga des BTV für den TC Großhesselohe.

## Turniersiege

### Einzel
| Nr. | Datum          | Turnier       | Kategorie   | Belag     | Finalgegnerin         | Ergebnis      |
| --- | -------------- | ------------- | ----------- | --------- | --------------------- | ------------- |
| 1.  | Oktober 2002   | Ain Alsouknha | ITF $10.000 | Sand      | Aurelija Misevičiūtė  | 6:4, 6:1      |
| 2.  | Oktober 2002   | Al Mansoura   | ITF $10.000 | Sand      | Ema Janasková         | 4:6, 6:3, 6:2 |
| 3.  | Juli 2004      | Bibione       | ITF $10.000 | Sand      | Sabrina Jolk          | 6:3, 6:3      |
| 4.  | Mai 2006       | Mostar        | ITF $10.000 | Sand      | Ani Mijačika          | 6:2, 6:4      |
| 5.  | März 2007      | Athen         | ITF $10.000 | Hartplatz | Neuza Silva           | 6:3, 4:6, 6:4 |
| 6.  | Juni 2007      | Sarajevo      | ITF $10.000 | Sand      | Davinia Lobbinger     | 6:4, 6:4      |
| 7.  | August 2007    | Bad Saulgau   | ITF $25.000 | Sand      | Kathrin Wörle         | 7:5, 4:6, 7:5 |
| 8.  | September 2010 | Novi Sad      | ITF $10.000 | Sand      | Ingrid-Alexandra Radu | 6:2, 6:3      |
| 9.  | Juni 2011      | Niš           | ITF $10.000 | Sand      | Vivien Juhászová      | 6:3, 7:64     |

### Doppel
| Nr. | Datum         | Turnier | Kategorie   | Belag           | Partnerin    | Finalgegnerin                         | Ergebnis |
| --- | ------------- | ------- | ----------- | --------------- | ------------ | ------------------------------------- | -------- |
| 1.  | November 2009 | Opole   | ITF $25.000 | Teppich (Halle) | Justine Ozga | Ljudmyla Kitschenok Nadija Kitschenok | 6:4, 6:4 |